# Wilson Fittipaldi
Wilson Fittipaldi Júnior (San Paolo, 25 dicembre 1943 – San Paolo, 23 febbraio 2024) è stato un pilota automobilistico brasiliano di origini italiane (per la precisione lucane), fratello del due volte Campione del Mondo Emerson e padre di Christian.

## Biografia
Wilson Fittipaldi nacque a San Paolo il 25 dicembre 1943, figlio primogenito di Wilson Fittipaldi Sr., di origini italiane, e di Józefa "Juzy" Wojciechowska, di origini russo-polacche.

### Gli inizi
Entrò in contatto con il mondo delle corse negli anni sessanta, guidando i kart. Successivamente passò alla Formula Vee.
Mossosi verso l'Europa nel 1966 per disputare il campionato di F3 inglese non riuscì a prendervi parte per contrasti con il suo team in Brasile.
Nel 1970 il pilota tornò in Inghilterra per correre in Formula 3. L'anno seguente passò poi alla Formula 2, ottenendo discreti risultati che gli valsero una chiamata dalla Brabham in Formula 1 per il 1972.

### Formula 1

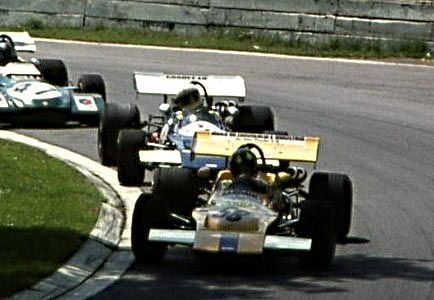
Wilson Fittipaldi nel 1971.

Wilson esordì nella massima serie al Gran premio di Spagna nel 1972 alla guida di una Brabham, chiamato a sostituire Carlos Reutemann. Concluse la sua prima gara al settimo posto e continuò per tutta la stagione senza ottenere punti in gare valide per il mondiale.
Per la stagione 1973 rimase alla Brabham nelle vesti di secondo pilota conquistando tre punti, ma venne surclassato dal compagno di squadra, Reutemann appunto.
Nel 1974 Wilson si prese una pausa, tornando nel 1975 con una sua scuderia: la Copersucar, ma i deludenti risultati lo indussero ad abbandonare il mondo della F1, lasciando il team al più noto fratello Emerson.

### Dopo la Formula 1
Terminata la carriera in F1 Wilson ritornò occasionalmente alla guida di vetture nella serie brasiliana delle Stock Cars, ottenendo anche qualche buon risultato. Si dedicò per lo più alla carriera di manager, soprattutto negli anni novanta nel periodo in cui il figlio Christian mosse i primi passi nel mondo delle corse.
Nel 2004 Fittipaldi divenne direttore tecnico della WB Motorsports scuderia brasiliana del campionato Stock Cars.
Wilson Fittipaldi morì a San Paolo il 23 febbraio 2024 all'età di 80 anni per un arresto cardiaco. Venne sepolto nel Cemitério da Paz a San Paolo.

## Vita privata
Anche suo figlio Christian Fittipaldi divenne un pilota automobilistico.

## Risultati in F1
| 1972 | Scuderia | Vettura     |  |  |   |   |     |   |    |   |     |     |     |     |  |  |  | Punti | Pos. |
| ---- | -------- | ----------- |  |  | - | - | --- | - | -- | - | --- | --- | --- | --- |  |  |  | ----- | ---- |
| 1972 | Brabham  | BT37 e BT42 |  |  | 7 | 9 | Rit | 8 | 12 | 7 | Rit | Rit | Rit | Rit |  |  |  | 0     |      |

| 1973 | Scuderia | Vettura     |   |     |     |    |     |    |     |    |     |     |   |     |     |    |    | Punti | Pos. |
| ---- | -------- | ----------- | - | --- | --- | -- | --- | -- | --- | -- | --- | --- | - | --- | --- | -- | -- | ----- | ---- |
| 1973 | Brabham  | BT37 e BT42 | 6 | Rit | Rit | 10 | Rit | 11 | Rit | 16 | Rit | Rit | 5 | Rit | Rit | 11 | NC | 3     | 16º  |

| 1975 | Scuderia   | Vettura           |     |    |    |    |    |    |    |    |     |    |     |    |  |    |  | Punti | Pos. |
| ---- | ---------- | ----------------- | --- | -- | -- | -- | -- | -- | -- | -- | --- | -- | --- | -- |  | -- |  | ----- | ---- |
| 1975 | Fittipaldi | FD01, FD02 e FD03 | Rit | 13 | NQ | WD | NQ | 12 | 17 | 11 | Rit | 19 | Rit | NP |  | 10 |  | 0     |      |

| Legenda | 1º posto     | 2º posto | 3º posto    | A punti         | Senza punti/Non class.  | Grassetto – Pole position Corsivo – Giro più veloce |
| Legenda | Squalificato | Ritirato | Non partito | Non qualificato | Solo prove/Terzo pilota | Grassetto – Pole position Corsivo – Giro più veloce |